# Senato della provincia di Buenos Aires
Il Senato della Provincia di Buenos Aires è una delle due  camere che costituiscono il  Potere Legislativo della Provincia di Buenos Aires. Consiste di 46 senatori eletti a suffragio universale sulla base delle sezioni elettorali della Provincia.
Il Senato provinciale viene presieduto dal Vicegovernatore della Provincia di Buenos Aires.

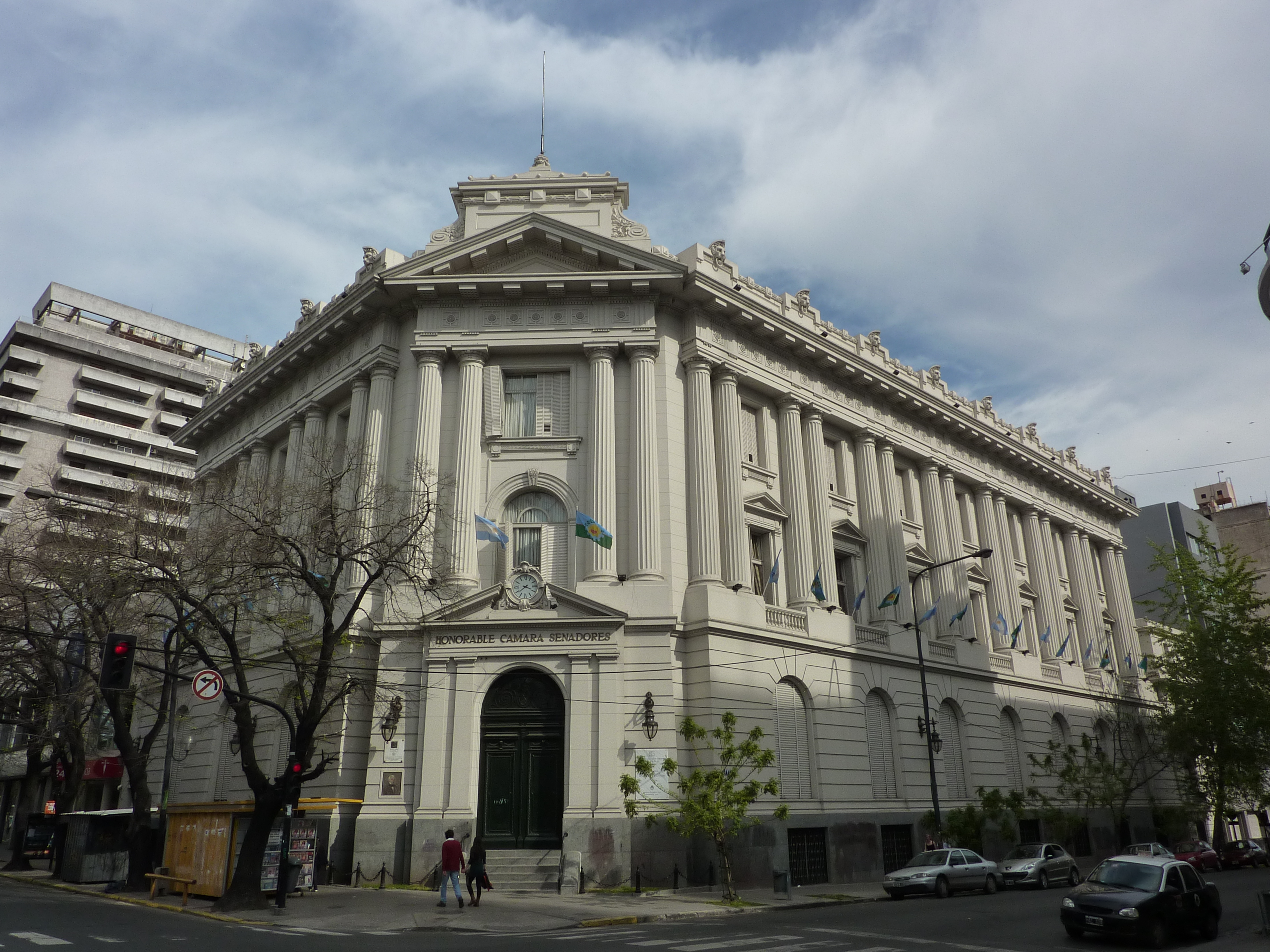
Palazzo del Ex Banco Hipotecario a La Plata, comprato dal Senato della Provincia

## Presidenti del Senato da 1983
- 1983 - 1987: Elva Roulet (UCR)
- 1987 - 1991: Luis María Macaya (PJ)
- 1991 - 1999: Rafael Romá  (PJ)
- 1999 - 2002: Felipe Solá (PJ)
- 2002 - 2003:  Alejandro Corvatta (PJ)
- 2003 - 2007: Graciela Giannettasio (Fronte per la Vittoria - PJ)
- 2007 - 2011: Alberto Balestrini (Fronte per la Vittoria - PJ)
- 2011 - 2015: Gabriel Mariotto (Fronte per la Vittoria - PJ)
- 2015 - 2019: Daniel Salvatore (Cambiemos - UCR)

## Gruppi politici (período 2015 - 2017)
- Cambiemos: 15 senatori
- Fronte Rinnovatore: 9 senatori
- Fronte per la Vittoria: 9 senatori
- PJ: 7 senatori
- Justicialismo Bonaerense: 2 senatori
- GEN - FAP: 1 senatore
- PJ Nestor Kirchner: 1 senatore

### Senatori Provinciali (periodo 2015 - 2017)
| Senatore                              | Partito politico         | Período   | sezione elettorale | città                      |
| ------------------------------------- | ------------------------ | --------- | ------------------ | -------------------------- |
| Albisu, Hernan Ignacio                | Fronte Rinnovatore       | 2013-2017 | IV                 | Trenque Lauquen            |
| Allan, Juan Pablo                     | Cambiemos                | 2015-2019 | Capital            | La Plata                   |
| Ayllon, Elena Pilar                   | Cambiemos                | 2015-2019 | Capital            | La Plata                   |
| Baro, Malena                          | Fronte Rinnovatore       | 2015-2019 | IV                 | Junín                      |
| Barrera, Daniel                       | PJ                       | 2015-2019 | III                | La Matanza                 |
| Berni, Sergio Alejandro               | Fronte per la Vittoria   | 2015-2019 | II                 | Zárate                     |
| Bozzano, Gervasio                     | Fronte per la Vittoria   | 2013-2017 | V                  | Maipú                      |
| Campo, María Fernanda                 | PJ Nestor Kirchner       | 2015-2019 | I                  | Ituzaingó                  |
| Carballo, Fernando Gabriel            | Fronte Rinnovatore       | 2015-2019 | III                | Magdalena                  |
| Carca, Elisa Beatriz                  | Cambiemos                | 2015-2019 | II                 | San Nicolás de los Arroyos |
| Cariglino, Roque Antonio              | Justicialismo Bonaerense | 2013-2017 | I                  | Malvinas Argentinas        |
| Carreras, Santiago                    | Fronte per la Vittoria   | 2015-2019 | III                | Lomas de Zamora            |
| Centeno Lascano, Julieta Maria        | Cambiemos                | 2015-2019 | VI                 | Bahía Blanca               |
| Coll Areco, Carlos Alfonso            | Justicialismo Bonaerense | 2013-2017 | VII                | San Miguel                 |
| Comerio, Cecilia                      | Fronte per la Vittoria   | 2015-2019 | II                 | San Nicolás de los Arroyos |
| Costa, Roberto                        | Cambiemos                | 2013-2017 | I                  | Escobar                    |
| Curuchet, Juan Esteban                | PJ                       | 2013-2017 | V                  | General Pueyrredón         |
| D'Onofrio, Jorge Alberto              | Fronte Rinnovatore       | 2013-2017 | I                  | San Isidro                 |
| De Leo, Jose Andres                   | Cambiemos                | 2015-2019 | VI                 | Bahía Blanca               |
| De Pietro, Gustavo Gabriel            | Cambiemos                | 2013-2017 | IV                 | Alberti                    |
| Fernández, Carlos Alberto             | Cambiemos                | 2013-2017 | V                  | Tandil                     |
| Fernandez, Roberto Osvaldo            | Fronte per la Vittoria   | 2015-2017 | VI                 |                            |
| Ferraro Medina, Lorena Felisa Micaela | Fronte Rinnovatore       | 2013-2017 | I                  | Tigre                      |
| Foglia, Omar                          | GEN - FAP                | 2013-2017 | IV                 | Carlos Casares             |
| Galmarini, Sebastian                  | Fronte Rinnovatore       | 2013-2017 | I                  | San Isidro                 |
| García, Patricio Antonio              | PJ                       | 2013-2017 | IV                 | Florentino Ameghino        |
| Hogan, Patricio                       | Fronte Rinnovatore       | 2013-2017 | V                  | General Alvarado           |
| Lanaro, Walter Daniel                 | Cambiemos                | 2015-2019 | III                |                            |
| López, Horacio                        | Cambiemos                | 2015-2019 | VI                 | Puán                       |
| Macha, Monica Fernanda                | Fronte per la Vittoria   | 2013-2017 | I                  | Morón                      |
| Moirano, Nidia                        | Cambiemos                | 2015-2019 | VI                 | Bahía Blanca               |
| Monzo, Gabriel Bernardo               | Cambiemos                | 2015-2019 | Capital            | La Plata                   |
| Moreira, Fernando Adrián              | PJ                       | 2013-2017 | I                  | General San Martín         |
| Pacífico, Marcelo Antonio             | Cambiemos                | 2015-2019 | II                 | Pergamino                  |
| Pallares, José Luis                   | Fronte Rinnovatore       | 2015-2019 | III                | Lanús                      |
| Pampin, Gabriel Leandro               | Fronte Rinnovatore       | 2013-2017 | V                  | General Pueyrredón         |
| Petrovich, Maria Lorena               | Cambiemos                | 2015-2019 | III                | Lanús                      |
| Pignocco, Juan Manuel                 | Fronte per la Vittoria   | 2015-2017 | VI                 |                            |
| Schiavo, Eduardo Orlando              | Cambiemos                | 2015-2019 | III                | Quilmes                    |
| Sierra Ada, Maria Magdalena           | Fronte per la Vittoria   | 2015-2019 | III                | Avellaneda                 |
| Susbielles, Federico Esteban          | Fronte per la Vittoria   | 2015-2019 | VI                 | Bahía Blanca               |
| Szelagowski, Carolina                 | PJ                       | 2013-2017 | VII                | Olavarría                  |
| Urdampilleta, Alejandro               | PJ                       | 2013-2017 | VII                | Merlo                      |
| Vitale, Hector Luis                   | PJ                       | 2013-2017 | VII                | Olavarría                  |